# Troyen (astronomie)
Pour les articles homonymes, voir Troyen.

Les troyens sont les points et (en rouge), sur l'orbite d'un objet secondaire (en bleu), autour d'un objet primaire (en jaune).

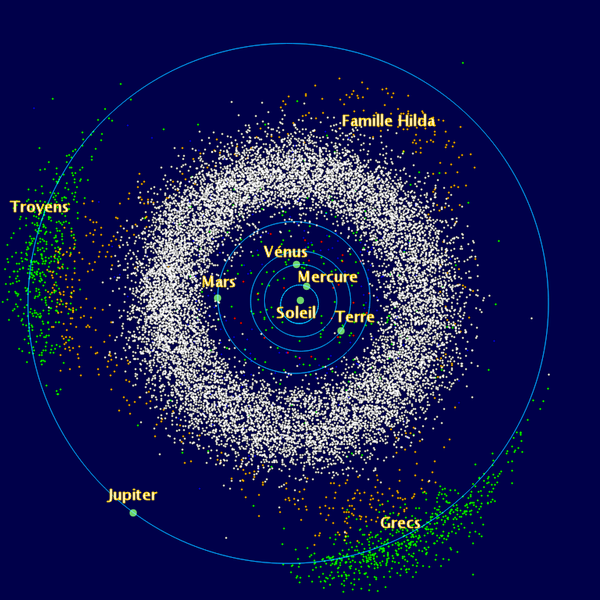
Vue polaire de troyens dans le Système solaire (jusqu’à l’orbite de Jupiter).

En astronomie, un troyen est un astéroïde dont l'orbite héliocentrique est en résonance de moyen mouvement 1:1 avec celle de la planète Jupiter, et qui est situé près de l'un des deux points stables de Lagrange (L4 ou L5) du couple Soleil-Jupiter, c'est-à-dire qui se trouve à 60° en avance ou en retard sur l'orbite de celle-ci. La sonde Lucy a décollé le 16 octobre 2021 à 9 h 34 UTC de Cap Canaveral pour en faire l'étude.
Par extension, on appelle aussi troyen un objet dont l'orbite héliocentrique est en résonance de moyen mouvement 1:1 avec celle de n'importe quelle planète, planète naine, grand ou petit corps du Système solaire, et qui est situé près de l'un des deux points stables de Lagrange (L4 ou L5) du couple Soleil-planète.
Par extension encore, on appelle troyen un astéroïde ou un satellite naturel qui partage la même orbite qu'une planète ou un autre planète mineure/satellite plus massif, mais qui n'entre pas en collision avec cette planète ou ce satellite en raison de sa position près de l'un des deux points stables de Lagrange (L4 ou L5).
Au 5 juin 2025, le Centre des planètes mineures recense 15 070 troyens, dont 15 020 troyens de Jupiter (9 512 en L4 et 5 508 en L5), 31 troyens de Neptune (27 en L4 et 4 en L5), 18 troyens de Mars (16 en L5 et 2 en L4) et 1 troyens de la Terre (en L4). Par ailleurs, Vénus et Saturne auraient chacune un troyen (en L4), et les deux plus gros astéroïdes de la ceinture principale, (1) Cérès et (4) Vesta, aurait leurs propres troyens sur leur orbite. Uranus aurait aussi au moins deux troyens connus en L4 et la Terre aurait aussi le premier troyen connus en L4.
Autour des planètes, deux des satellites naturels de Saturne ont leurs propres troyens, qui sont par conséquent eux-mêmes satellites de Saturne. Les deux troyens de Téthys sont Télesto et Calypso, ceux de Dioné sont Hélène et Pollux. Le système Terre-Lune a pour sa part des nuages de poussières à ses points L4 et L5 : les nuages de Kordylewski.

## Terminologie

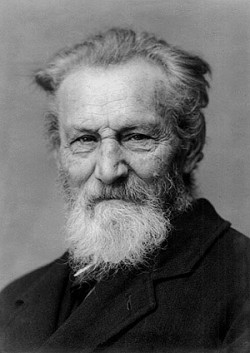
Johann Palisa.

Les troyens doivent leur nom à la convention de nommage en vertu de laquelle les troyens de Jupiter sont nommés d'après des héros de la guerre de Troie. Johann Palisa est à l'origine de cette convention : c'est sur la proposition de l'astronome autrichien que, le 21 juin 1907, Max Wolf et August Kopff décident de nommer 1906 TG, 1906 VY et 1907 XM, les trois premiers troyens de Jupiter à avoir été caractérisés comme tels, d'après Achille, Patrocle et Hector.
Localisés à proximité d'un point de Lagrange, L4 ou L5, les troyens sont aussi connus comme objets de Lagrange (en anglais : Lagrange object) ou objets lagrangiens (lagrangian object), bien que ces noms soient plus rares, en particulier en français.

## Histoire

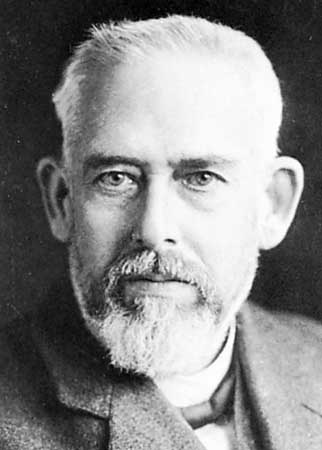
Max Wolf, découvreur de, premier objet à avoir été caractérisé comme un troyen.

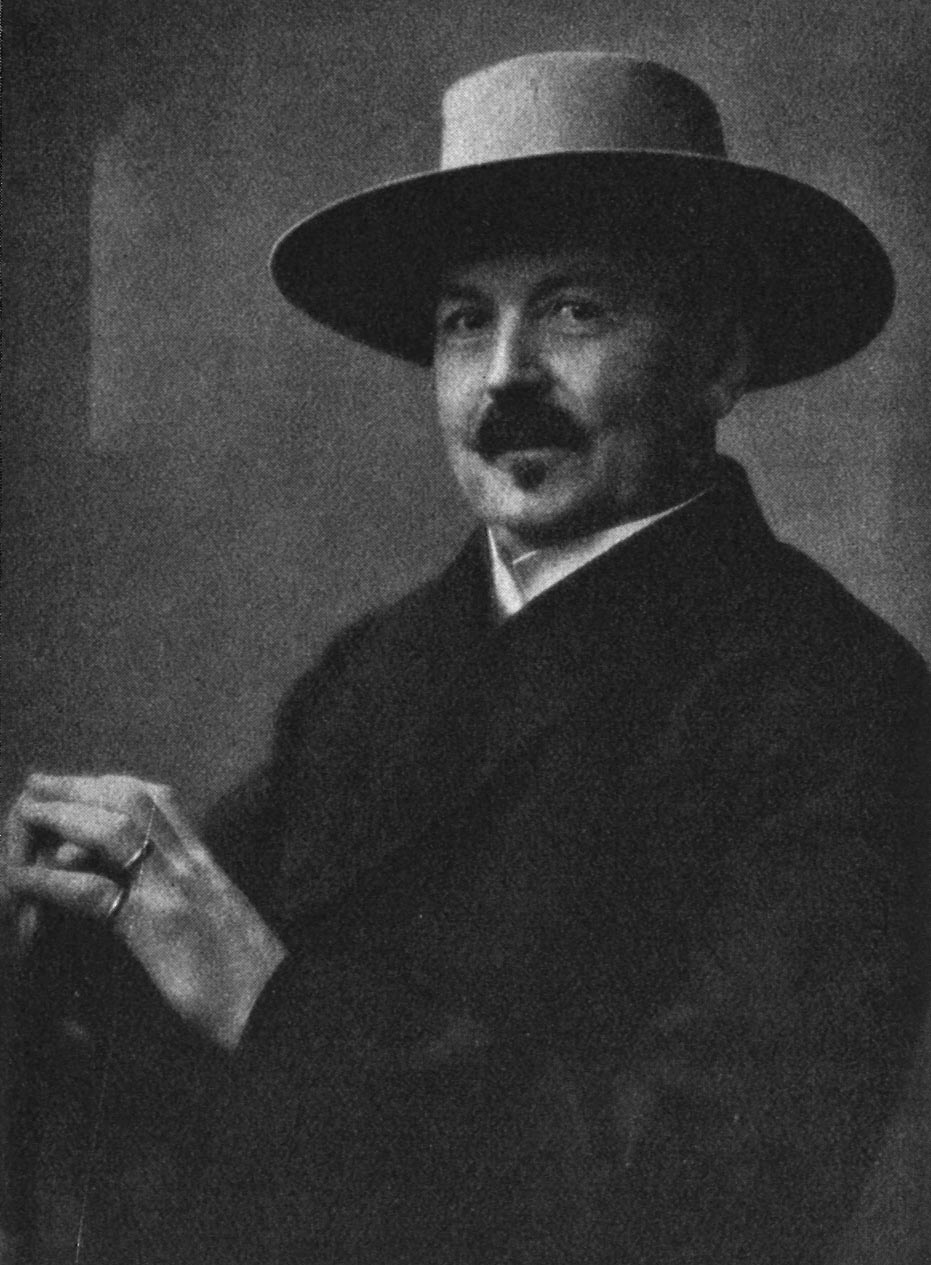
Carl V. L. Charlier.

L'existence des troyens a été prédite par Joseph-Louis Lagrange dans son Essai sur le problème des trois corps, qui lui valut le prix de l'Académie royale des sciences de Paris en 1772.
(588) Achille, un troyen de Jupiter, découvert par l'astronome allemand Max Wolf, le 22 février 1906,, est le premier objet à avoir été caractérisé comme un troyen : quelques semaines après sa découverte, l'astronome suédois Carl V. L. Charlier met en évidence qu'il est en orbite autour du point de Lagrange L4 du couple Soleil-Jupiter.
(12126) 1999 RM11, un troyen de Jupiter, découvert par le LINEAR le 7 septembre 1999,, est considéré comme le premier troyen à avoir été observé : le 26 septembre 1999, l'astronome américain Gareth V. Williams l'a identifié à A904 RD,, prédécouvert par l'astronome américain Edward E. Barnard, le 13 septembre 1904,.

## Troyens dans le Système solaire

### Troyens des planètes
Potentiellement, les points de Lagrange L4 et L5 de chacune des planètes du Système solaire pourraient contenir des astéroïdes. Concrètement, aucun n'a été détecté pour Mercure, sans doute en raison de l'instabilité de ses points de Lagrange, perturbés par la proximité de la masse solaire[Quoi ?].
Au 10 janvier 2024, le Centre des planètes mineures recense 13 053 troyens, dont le détail est donné dans le tableau ci-dessous :
| Planète | En L4 | %       | En L5 | %      | Total  | %       |
| ------- | ----- | ------- | ----- | ------ | ------ | ------- |
| Vénus   | 1     | 100,0 % | 0     | 0,0 %  | 1      | 0,008 % |
| Terre,  | 2     | 100,0 % | 0     | 0,0 %  | 2      | 0,015 % |
| Mars    | 1     | 11,1 %  | 8     | 88,9 % | 9      | 0,069 % |
| Jupiter | 8 296 | 63,8 %  | 4 714 | 36,2 % | 13 010 | 99,66 % |
| Uranus  | 1     | 100,0 % | 0     | 0,0 %  | 1      | 0,008 % |
| Neptune | 27    | 87,1 %  | 4     | 12,9 % | 31     | 0,24 %  |

#### Troyens de Vénus
Un astéroïde troyen de Vénus est connu : 2013 ND15, situé au point de Lagrange L4 du système Soleil-Vénus.

#### Troyens de la Terre
Le projet Wide-Field Infrared Survey Explorer de la NASA a découvert en avril 2011 le premier troyen de la Terre, (706765) 2010 TK7, situé sur le point L4. Sa trajectoire particulière a rendu son observation difficile, qui a été ensuite confirmée par l'Observatoire Canada-France-Hawaï,. Cependant, il n'est pas recensé par le Centre des planètes mineures.
Fin janvier 2021, il est montré que l'astéroïde (614689) 2020 XL5, découvert en décembre 2020, est également troyen de la Terre, ce qui en fait le deuxième objet connu de ce genre. Comme 2010 TK7, il est situé autour de L4,.

#### Troyens de Mars
Neuf astéroïdes troyens de Mars sont connus : un situé au point de Lagrange L4 du système Soleil-Mars et huit situés au point L5. Sept de ces huit astéroïdes appartiennent à la famille d'Eurêka.

#### Troyens de Jupiter
Au 12 décembre 2019, 7311 astéroïdes troyens de Jupiter sont connus : 4 727 en L4 et 2 584 en L5. Jupiter, la planète la plus massive du Système solaire, est ainsi aussi celle qui possède, de loin, le plus grand nombre d'astéroïdes troyens connus (il est probable que Neptune en possède encore plus mais que la plupart nous soient encore inconnus). Les troyens de Jupiter sont d'ailleurs les premiers astéroïdes troyens à avoir été découverts. Lorsqu'il n'y a aucune ambiguïté, on parle d'ailleurs simplement d'astéroïde troyen sans mentionner le nom de Jupiter pour désigner ceux de cette planète.

#### Troyens de Saturne
Un astéroïde troyen de Saturne est connu : 2019 UO14, situé au point de Lagrange L4 du système Soleil-Saturne

#### Troyens d'Uranus
Un astéroïde troyen d'Uranus est connu : (687170) 2011 QF99, situé au point de Lagrange L4 du système Soleil-Uranus. (636872) 2014 YX49 serait aussi un troyen d'Uranus.

#### Troyens de Neptune
Au 5 mai 2025, 32 astéroïdes troyens de Neptune sont connus : 28 situés au point L4 du système Soleil-Neptune et 4 au point L5. La population des troyens de Neptune est vraisemblablement bien plus grande que celle de Jupiter, mais la majeure partie en est encore inconnue.

### Troyens de satellites naturels de Saturne
Deux des satellites naturels de Saturne ont leurs propres troyens, qui sont par conséquent eux-mêmes satellites de Saturne. Les deux troyens de Téthys sont Télesto et Calypso, là où ceux de Dioné sont Hélène et Pollux.

### Troyens du système Terre-Lune
Le système Terre-Lune a pour sa part des nuages de poussières à ses points L4 et L5 : les nuages de Kordylewski.

### Troyens de planètes mineures
Des astéroïdes de la ceinture d'astéroïdes sont susceptibles de coorbiter avec (1) Cérès. Parmi les troyens potentiels de planète naine, figurent notamment (8877) Rentaro, (71210) 1999 XE256, (157214) 2004 RV28, (65313) 2002 JB80 et (129109) 2004 XF32, au voisinage du point L5 du couple Soleil-Cérès, ainsi que (1372) Haremari, (81522) 2000 HW7 et (185105) 2006 SV23, au voisinage du point L4 du couple Soleil-Cérès.
D'autres astéroïdes de la ceinture principale sont susceptibles de coorbiter avec (4) Vesta. Parmi les troyens potentiels du petit corps, figure notamment (855) Newcombia, (4608) Wodehouse, (98231) 2000 SG151, et (156810) 2003 BP49, au voisinage du point L5 du couple Soleil-Vesta.

## Troyens extrasolaires
De la même façon qu'il en existe dans le Système solaire, il est très probable qu'il existe des troyens dans d'autres systèmes planétaires : on parle alors de troyens extrasolaires, aussi nommés « exo(-)troyens » (sur le modèle d'« exoplanète »).
En 2007, Eric B. Ford et Matthew J. Holman examinent dans un article la sensibilité de l'observation de la variation du moment du transit de planètes extrasolaires pour détecter des compagnons troyens à ces objets. Ils démontrent ainsi que cette méthode permet de détecter des troyens de masse terrestre avec les observatoires au sol actuels. Début août 2015, Michael Hippke publie un article concernant sa tentative de détection de tels troyens extrasolaires, dans laquelle il détermine que l'aire moyenne des troyens en transit par planète correspond à un corps de rayon inférieur à 460 kilomètres (limite à 2 sigma).